# Гімн Філіппін
Гімн Філіппі́н — композиція під назвою «Lupang Hinirang» (Вибрана земля). Автор музики — композитор Хуліан Феліпе, слова — переклад на віліпінську вірша «Філіппіни», написаного іспанською мовою поетом Хосе Пальмою.

## Назва
Назва гімну — Lupang Hinirang — дослівно перекладається як "обрана земля ", проте часто гімн невірно називають «Улюблена земля» (англ. Beloved Land) з перекладу першого рядка .

## Текст
Мова гімну — тагальська, згідно з республіканським законом він повинен виконуватися тільки на національній мові; за порушення цього передбачені санкції.

Bayang magiliw 

Perlas ng Silanganan, 

Alab ng puso 

Sa dibdib mo'y buhay.

Lupang hinirang, 

Duyan ka ng magiting, 

Sa manlulupig, 

'Di ka pasisiil.

Sa dagat at bundok, 

Sa simoy at sa langit mong bughaw, 

May dilag ang tula at awit 

Sa paglayang minamahal.

Ang kislap ng watawat mo'y 

Tagumpay na nagniningning, 

Ang bituin at araw niya 

Kailan pa ma'y 'di magdidilim.

Lupa ng araw, ng luwalhati't pagsinta, 

Buhay ay langit sa piling mo; 

Aming ligaya, na 'pag may mang-aapi 

Ang mamatay nang dahil sa 'yo.

## Буквальний переклад на українську
Улюблена країна, 

перлина Сходу, 

палаюче серце 

в твоїх грудях вічно жваво. 

Обрана країна, 

ти — колиска сміливців, 

загарбникам ти 

не здасися ніколи. 

У морях і у горах, 

в повітрі та в блакиті небес, 

усюди слава у віршах, 

і пісня про милу свободу. 

Іскра на твоєму прапорі — 

блискуча перемога, 

його зірки й сонце 

будуть вічні, ніколи не згаснуть. 

Країна сонця, слави і нашої любові, 

життя в твоїх обіймах — рай небесний; 

для нас радість, якщо прийдуть поневолювачі , 

померти заради тебе . 

1. 

- Різні версії гімну Філіппін (англ.)

- Герб Філіппін
- Прапор Філіппін